# العلاقات السودانية الباربادوسية
العلاقات السودانية الباربادوسية هي العلاقات الثنائية التي تجمع بين السودان وباربادوس.

## مقارنة بين البلدين
هذه مقارنة عامة ومرجعية للدولتين:
| وجه المقارنة                                              | السودان                     | باربادوس       |
| --------------------------------------------------------- | --------------------------- | -------------- |
| المساحة (كم2)                                             | 1.89 مليون                  | 439            |
| عدد السكان (نسمة)                                         | 40.53 مليون                 | 285.72 ألف     |
| الكثافة السكانية (ن./كم²)                                 | 21.44                       | 65.08 ألف      |
| العاصمة                                                   | الخرطوم                     | بريدج تاون     |
| اللغة الرسمية                                             | اللغة العربية، لغة إنجليزية | لغة إنجليزية   |
| العملة                                                    | جنيه سوداني                 | دولار بربادوسي |
| الناتج المحلي الإجمالي (بليون دولار)                      | 117.49 مليار                | 4.80 مليار     |
| الناتج المحلي الإجمالي (تعادل القوة الشرائية) بليون دولار | 176.55 مليار                | 4.66 مليار     |
| الناتج المحلي الإجمالي الاسمي للفرد دولار أمريكي          | 2.41 ألف                    | 15.43 ألف      |
| الناتج المحلي الإجمالي للفرد دولار أمريكي                 | 4.07 ألف                    | 16.06 ألف      |
| مؤشر التنمية البشرية                                      | 0.479                       | 0.795          |
| رمز المكالمات الدولي                                      | +249                        | +1246          |
| رمز الإنترنت                                              | سودان                       | .bb            |
| المنطقة الزمنية                                           | ت ع م+03:00، ت ع م+02:00    | 00             |

## منظمات دولية مشتركة
يشترك البلدان في عضوية مجموعة من المنظمات الدولية، منها:
| علم المنظمة | اسم المنظمة                                 | تاريخ انضمام السودان | تاريخ انضمام باربادوس |
| ----------- | ------------------------------------------- | -------------------- | --------------------- |
|             | الاتحاد البريدي العالمي                     | ?                    | ?                     |
|             | يونسكو                                      | 26 نوفمبر 1956       | 24 أكتوبر 1968        |
|             | البنك الدولي للإنشاء والتعمير               | 5 سبتمبر 1957        | 12 سبتمبر 1974        |
|             | وكالة ضمان الاستثمار متعدد الأطراف          | 7 نوفمبر 1991        | 12 أبريل 1988         |
|             | الاتحاد الدولي للاتصالات                    | 23 أكتوبر 1957       | 16 أغسطس 1967         |
|             | منظمة الشرطة الجنائية الدولية               | ?                    | ?                     |
|             | مؤسسة التمويل الدولية                       | 21 أكتوبر 1960       | 25 يونيو 1980         |
|             | الأمم المتحدة                               | 12 نوفمبر 1956       | 9 ديسمبر 1966         |
|             | مجموعة دول أفريقيا والكاريبي والمحيط الهادئ | ?                    | ?                     |
|             | مؤسسة التنمية الدولية                       | 24 سبتمبر 1960       | 29 سبتمبر 1999        |
|             | منظمة حظر الأسلحة الكيميائية                | ?                    | ?                     |
|             | المركز الدولي لتسوية المنازعات الاستشارية   | 9 مايو 1973          | 1 ديسمبر 1983         |

## وصلات خارجية
- موقع وزارة الخارجية السودانية
- موقع وزارة الخارجية الباربادوسية